# Церковь Рождества Пресвятой Богородицы (Завалье 1-е)
Церковь Рождества Пресвятой Богородицы (Богородицкая церковь) — церковь Каширского благочиния Коломенской епархии Русской православной церкви в селе Завалье-1 городского округа Кашира Московской области.

## История
Село известно с XVI века и находилось в 18 верстах от современной Каширы. Завалье в 1578 году в писцовых книгах записано было за И. С. Нащокиным как деревня; селом оно стало, когда в нём была построена деревянная церковь. В первой половине XVII века на месте обветшавшей деревянной была построена каменная церковь во имя Рождества Божией Матери.
Новая кирпичная церковь в стиле ампир на месте обветшавшего каменного храма была построена в 1827 году. Деньги на её сооружение выделили, в честности, местные помещицы Шонуровы, в числе которых была Вера Ираклиевна Шонурова — дочь известного русского военачальника — графа Ираклия Ивановича Моркова. С этого момента храм стал центром прихода, к которому относились деревни Никулино, Сухановка и Рожновка. Здание Богородицкой церкви представляло собой бесстолпный одноапсидный храм. Во второй половине XIX века храм увеличился за счёт перестроенной трапезной и новой колокольни.
Храм пережил Октябрьскую революцию, но был закрыт в советские годы — во время коллективизации в селе был организован колхоз «Обновленный колос», и в здании церкви были устроены конюшня, потом мельница и позже — гараж для тракторов. Были разрушены ротонда и главка над ним, повреждена кровля на колокольне, внутренняя отделка и убранство храма утрачены. Затем долгие годы здание было заброшено и постепенно разрушалось.
После распада СССР, в 1990-х годах, в руинированном состоянии храм был передан верующим. В середине 2000-х годов начался его ремонт. Летом 2007 году на колокольню были подняты колокола. 21 сентября 2009 года храм открыл свои двери для местных прихожан. С этого момента Церковь Рождества Пресвятой Богородицы является действующей, сейчас в ней восстанавливается внутреннее убранство. Настоятелем храма является священник Даниил Александрович Гутов.